# Mikołaj Rey (ziemianin)
Mikołaj Stanisław Karol Rey (ur. 15 lutego 1866 w Przyborowiu, zm. 27 maja 1932 tamże) – hrabia, polski ziemianin, działacz ruchu ludowego.

## Życiorys
Pochodził z rodziny ziemiańskiej, był synem hrabiego Stanisława i Wilhelminy z Głogowskich, bratankiem działacza politycznego i ziemianina Mieczysława. Egzamin dojrzałości zdał w Gimnazjum Św. Anny w Krakowie, w latach 1883–1888 studiował prawo na Uniwersytecie Jagiellońskim, dochodząc do tytułu doktora praw. Odbył roczną służbę w armii austriackiej, przypuszczalnie uzyskał również wykształcenie rolnicze. Posiadał dobra ziemskie w powiecie pilzneńskim i rohatyńskim; w Przyborowiu prowadził doświadczalne pole hodowlane ziemniaków, w Głowaczowej gorzelnię.
Zaangażował się w działalność samorządową i gospodarczą. Był członkiem Towarzystwa Gospodarskiego we Lwowie (jako reprezentant oddziału rohatyńskiego), wiceprezesem i prezesem Rady Powiatowej w Pilźnie, prezesem Towarzystwa Rolniczego w Dębicy. Należał także do Towarzystwa Kredytowego Ziemskiego we Lwowie i szeregu innych organizacji, działał charytatywnie (m.in. ufundował szkoły w Głowaczowej i Chotowej). W 1908 wstąpił do Polskiego Stronnictwa Ludowego, kierowanego przez Jana Stapińskiego; z ramienia PSL uzyskał w 1911 mandat poselski do austriackiej Rady Państwa, gdzie należał do Koła Polskiego. Cieszył się poważaniem Wincentego Witosa, ale inni działacze, m.in. Józef Putek, wskazywali na arystokratyczne pochodzenie Reya i podejrzewali go o sprzyjanie endekom. W 1914 był w gronie działaczy, którzy przeszli do opozycji względem Stapińskiego i powołali nowe stronnictwo – PSL „Piast”; zasiadał w Radzie Naczelnej tego ugrupowania do 1919. Po konflikcie z biskupem tarnowskim Leonem Wałęgą Mikołaj Rey złożył mandat poselski w czerwcu 1914, ale kontynuował działalność w Kole Polskim. Głosował m.in. za wnioskiem Włodzimierza Tetmajera na temat powstania wolnej Polski, zjednoczonej i z dostępem do morza (16 maja 1917). W 1914 ofiarował 50 tysięcy koron na Legiony Polskie.
Wspólnie z Tetmajerem (z którym był zaprzyjaźniony) został wydelegowany przez PSL „Piast' na konferencję pokojową w Paryżu po zakończeniu I wojny światowej i wszedł w skład Komitetu Narodowego Polskiego. Rey pełnił w polskiej delegacji funkcję jednego z ekspertów ds. politycznych i dyplomatycznych. Po 1919 nie prowadził działalności politycznej. Działał w Towarzystwie „Własna Strzecha” i kontynuował działalność charytatywną. Został pochowany w Straszęcinie.
Ogłosił kilka broszur o tematyce społecznej, m.in. Sprawa agrarna (1897), Kwestia bytu własności większej w naszym kraju (1901), na łamach „Przyjaciela Ludu” ukazywały się również jego wystąpienia poselskie. W 1924 opublikował wspomnienia Założenie „Piasta”. W dziesięcioletnią rocznicę (ze wstępem Włodzimierza Tetmajera), a w 1928 Memoriał gen.  Tadeusza Rozwadowskiego w sprawie granic wschodnich (z własnym wstępem, na łamach „Czasu”).

## Życie prywatne
Był od 1894 żonaty z Marią z Bobrowskich (ur. 1870, zm. 1948). Miał troje dzieci – córkę Helenę, zamężną Jabłonowską (ur. 1895, zm. 1977), synów Tadeusza (ur. 1897, zm. 1967) i Andrzeja (ur. 1902, zm. 1973).